# Woodiphora
Woodiphora is een geslacht van insecten uit de familie van de Bochelvliegen (Phoridae), die tot de orde tweevleugeligen (Diptera) behoort.

## Soorten
- W. magnipalpis (Aldrich, 1896)
- W. retroversa (Wood, 1908)